# Fuente Palmera
Pour les articles homonymes, voir Fuente.
Fuente Palmera est une ville d’Espagne, dans la province de Cordoue, communauté autonome d’Andalousie.